# Gaius Caecilius Metellus Caprarius

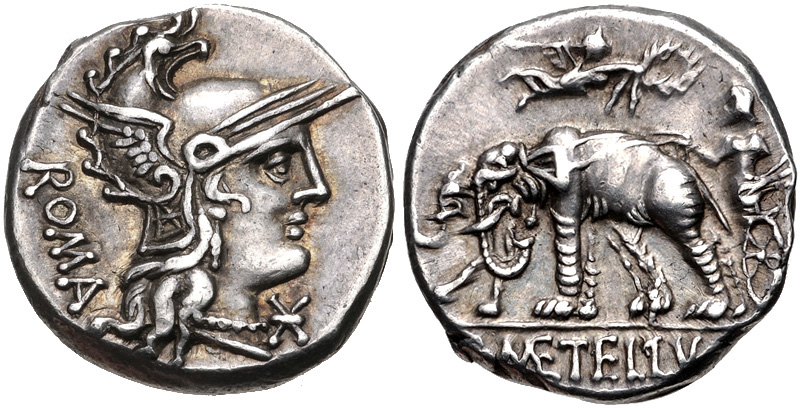
Denar des Gaius Caecilius Metellus Caprarius

Gaius Caecilius Metellus Caprarius war ein römischer Politiker des späten 2. Jahrhunderts v. Chr.
Gaius Caecilius Metellus Caprarius war der jüngste Sohn des Quintus Caecilius Metellus Macedonicus. Er diente 133 v. Chr. unter Scipio Aemilianus vor Numantia. Spätestens 117 v. Chr. war er Prätor und im Jahr 113 v. Chr. Konsul. In diesem Jahr und in den beiden folgenden Jahren als Prokonsul war Caprarius in Makedonien und Thrakien und erhielt für seine militärischen Erfolge in Thrakien einen Triumph, den er im Quintilis (Juli) 111 v. Chr. abhielt; am selben Tag triumphierte auch sein Bruder Marcus Caecilius Metellus über Sardinien. Caprarius war 102 v. Chr. zusammen mit seinem Vetter Quintus Caecilius Metellus Numidicus Zensor.